# لوس شيليس (كانتون)
لوس شيليس (بالإسبانية: Los Chiles)‏ و هو الكانتون الرابع عشر من محافظة الأخويلا في كوستاريكا. و يغطي الكانتون مساحة 1,358.86 كم مربع،
كما يقارب عدد سكانه 21,523 نسمة.
و تدعى مدينته الرئيسية بـ لوس شيليس أيضاً.
تم تأسيس هذا الكانتون تشريعيا في 7 آذار 1970.

## المقاطعات
يتألف الكانتون من أربع مقاطعات وهي :
1. لوس شيليس
2. كانيو نيغرو
3. إلامبارو
4. سان خورخيه